# Christa Eckbauer
Christa Eckbauer ist eine ehemalige deutsche Fußballspielerin.

## Karriere
Eckbauer gehörte dem FC Bayern München als Torhüterin an. Während ihrer Vereinszugehörigkeit erreichte sie mit der Mannschaft 1979 das Endspiel um die Deutsche Meisterschaft.
In dem letztmals in Hin- und Rückspiel ausgetragenen Endspiel um die Deutsche Meisterschaft bestritt sie das am 17. Juni im Städtischen Stadion an der Grünwalder Straße mit 2:3 verlorene Hinspiel gegen die SSG 09 Bergisch Gladbach, die das Rückspiel am 24. Juni im Stadion An der Paffrather Straße mit 1:0 erneut für sich entscheiden konnten.

## Erfolge
- Zweiter der Deutschen Meisterschaft 1979